# Illadopsis albipectus
Illadopsis albipectus е вид птица от семейство Pellorneidae.

## Разпространение
Видът е разпространен в Ангола, Демократична република Конго, Кения, Судан, Танзания, Уганда, Централноафриканската република и Южен Судан.